# Karaops marrayagong
Espèce
Karaops marrayagong est une espèce d'araignées aranéomorphes de la famille des Selenopidae.

## Distribution
Cette espèce est endémique de l'Est de la Nouvelle-Galles du Sud en Australie,. Elle se rencontre vers Sydney.

## Description
La femelle holotype mesure 5,81 mm.
Le mâle décrit par Crews en 2023 mesure 4,23 mm.

## Systématique et taxinomie
Cette espèce a été décrite par Crews et Harvey en 2011.

## Publication originale
- Crews & Harvey, 2011 : « The spider family Selenopidae (Arachnida, Araneae) in Australasia and the Oriental region. » ZooKeys, vol. 99, p. 1-103 (texte intégral).